# Benjamin Franklin
Benjamin Franklin, a volte italianizzato in Beniamino Franklin (Boston, 17 gennaio 1706 – Filadelfia, 17 aprile 1790), è stato uno scienziato, politico e inventore statunitense.

Saggi di morale e d'economia privata, 1830

Considerato un uomo dal genio universale, Franklin fu un uomo poliedrico negli interessi tanto da essere considerato uno dei personaggi più influenti nella storia degli Stati Uniti d'America.
Egli è uno dei padri fondatori degli Stati Uniti avendo firmato, nel 1776, la dichiarazione d'indipendenza ed essendo stato un personaggio chiave della Rivoluzione americana.
Svolse numerose attività nella sua vita tra le quali quelle di politico, diplomatico, scienziato, inventore, attivista, giornalista, pubblicista, autore, tipografo e musicista.
Franklin diede contributi importanti allo studio dell'elettricità e fu un appassionato di meteorologia e anatomia. Inventò il parafulmine, le lenti bifocali, l'armonica a bicchieri e un modello di stufa-caminetto noto nel mondo anglosassone come stufa Franklin. Per la sua notorietà e multiforme attività, gli viene attribuita l'invenzione di diversi altri dispositivi che in realtà semplicemente utilizzò, portandoli alla pubblica attenzione, o migliorò, come l'odometro. Contribuì sia alla creazione della prima biblioteca pubblica statunitense sia del primo dipartimento di vigili del fuoco volontari della Pennsylvania.
Benjamin Franklin, incarnazione dello spirito illuminista e del self-made man in quanto intellettuale autodidatta, si guadagnò il titolo di "Primo Americano" per la sua infaticabile campagna per l'unità delle tredici colonie originarie.
Fu una figura fondamentale nella definizione dell'ethos statunitense come fusione di valori pragmatici (quali il duro lavoro, la centralità dell'educazione e della parsimonia) e democratici (lo spirito comunitario e l'opposizione all'autoritarismo, sia politico sia religioso), nello spirito razionale e tollerante dell'Illuminismo.
Secondo le parole dello storico Henry Steele Commager, "In Franklin poterono fondersi le virtù del Puritanesimo senza i suoi difetti e la luce dell'Illuminismo senza il suo ardore eccessivo." Walter Isaacson definisce Franklin "il più dotato americano della sua epoca e colui che più di tutti influenzò la società degli Stati Uniti."

## Biografia
(Verso scritto da Turgot da apporre sotto un busto dedicato a Benjamin Franklin.)
Suo padre, Josiah Franklin, era un mercante di candele e di sego, e sua madre, Abiah Folger, era la seconda moglie di Josiah. Il piccolo Benjamin fu il quindicesimo di diciassette figli e venne inviato a studiare presso il clero locale, poiché era intenzione dei suoi genitori che si dedicasse alla professione di pastore. A causa dell'estrema povertà dei genitori, non poté terminare gli studi iniziati alla Boston Latin School, continuando così la sua istruzione come autodidatta.

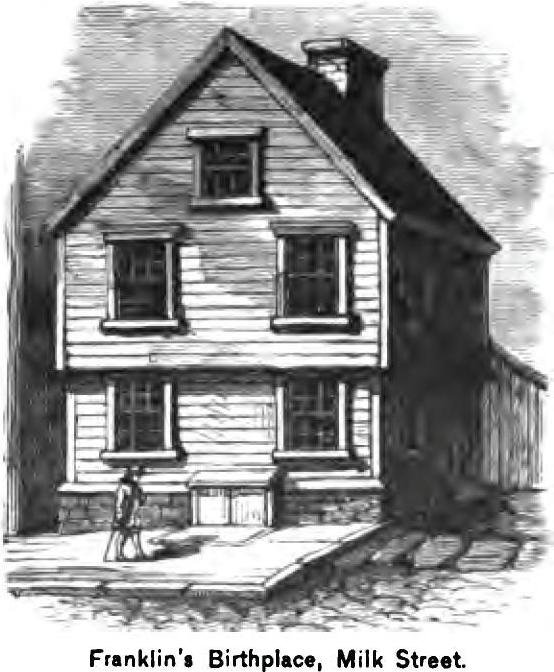
Disegno della casa natale di Franklin in Milk Street, Boston

All'età di dieci anni iniziò a lavorare per il padre e all'età di dodici anni venne assunto da suo fratello James, tipografo, che gli insegnò l'arte della stampa. Quando Benjamin aveva quindici anni, suo fratello James diede vita al primo quotidiano indipendente nella storia d'America, il The New-England Courant, al quale il fratello collaborò con lo pseudonimo di Mrs. Silence Dogood. Le lettere scritte con questo pseudonimo vennero tutte pubblicate e divennero ben presto oggetto di conversazione in tutta Boston.
Nel 1723, in seguito a dissapori con il fratello, scappò di casa e si trasferì a Filadelfia. Riappacificatosi ben presto con la sua famiglia, l'anno successivo si recò a Londra, dove rimase due anni per perfezionare la conoscenza delle tecniche tipografiche. Nell'ottobre del 1726 rientrò a Filadelfia e aprì una nuova tipografia. Nel giro di pochi anni acquistò e rilanciò vari giornali e s'impegnò in diverse attività per la diffusione dell'istruzione: partecipò alla costituzione della Società Filosofica Americana e fondò la prima biblioteca circolante. La svolta avvenne però nel 1729 quando, ormai giornalista ed editore affermato, comprò il giornale Pennsylvania Gazette, che divenne il quotidiano più venduto nelle tredici colonie.
Nella sua attività di editore Franklin pubblicò il Poor Richard's Almanack (L'Almanacco del Povero Richard), suo primo almanacco stampato nel 1732, dal grandissimo successo e pubblicato fino al 1758. Tale almanacco era scritto dallo stesso Franklin e comprendeva calendari, previsioni meteorologiche, poesie, citazioni, nozioni di astronomia e astrologia. Saltuariamente venivano inclusi anche esercizi di matematica e, a partire dal 1750, anche diagrammi di demografia. Non mancavano mai aforismi e proverbi scritti dall'autore stesso.
Nel 1736, a trent'anni, creò la prima compagnia di pompieri volontari, la Union Fire Company.
Nel 1750 esordì in politica come deputato dell'Assemblea della Pennsylvania. Fu rappresentante dello Stato al congresso di Albany, riunitosi in vista della guerra coloniale anglo-francese, ma le sue mozioni, che per molti aspetti già prefiguravano le richieste di autonomia delle colonie dalla madrepatria, non vennero approvate. Nel 1757 Franklin si recò a Londra come rappresentante delle colonie presso il Parlamento: con brevi interruzioni, rimase nella capitale inglese fino al 1775. La sua azione diplomatica fu determinante per l'abolizione nel 1766 dello Stamp Act (legge sul bollo), ma successivamente le tensioni si fecero insanabili e alla vigilia della guerra d'indipendenza fece ritorno in patria, dove partecipò al secondo Congresso continentale.
Nel 1776 contribuì alla stesura della dichiarazione di indipendenza americana. Nel 1777 alcuni elementi del suo piano di unione delle colonie furono inseriti negli articoli della Confederazione, il primo documento governativo degli Stati Uniti d'America. Nel 1787 partecipò alle riunioni in cui venne stilata la Costituzione degli Stati Uniti d'America, che sostituì gli articoli della Confederazione. Benjamin Franklin fu l'unico dei Padri Fondatori a partecipare alla stesura di tutti e tre i principali documenti degli Stati Uniti.
Uno dei modelli ispiratori per Benjamin Franklin e la Costituzione statunitense fu La Scienza della Legislazione, del napoletano Gaetano Filangieri, con il quale aveva intrattenuto una fitta corrispondenza.
Fu il fondatore della Società Filosofica Americana, nonché della prima società di assicurazione contro gli incendi e istituì il Ministero delle Poste. Fu tra i fondatori dell'Università della Pennsylvania e, grazie alla sua esperienza di tipografo, fu tra i primi a stampare la cartamoneta statunitense, determinandone l'affermazione. Negli ultimi anni della sua vita divenne presidente della Pennsylvania Abolition Society (Società per l'abolizione della schiavitù di Filadelfia). In questa carica, firmò una petizione contro la schiavitù.
Era un profondo conoscitore del filosofo Leibniz, del pensiero economico e del programma repubblicano. A proposito dell'opportunità di una Banca Nazionale d'America, scrisse:
Ha lasciato numerosi libelli politici, trattati di economia e di fisica e una famosa ma incompleta Autobiografia.
Il suo volto è raffigurato sulla banconota da 100 dollari americani, l'unico, assieme ad Alexander Hamilton, ad avere il privilegio di apparire su una banconota comune senza essere stato presidente degli Stati Uniti.
È stato sepolto nella Christ Church Burial Ground di Filadelfia; l'epitaffio sulla sua tomba dice: «Qui riposa il corpo di Benjamin Franklin, stampatore. Come la copertina di un vecchio libro, privata del suo contenuto e spogliata del titolo e delle dorature, giace in pasto ai vermi. Ma la sua opera non andrà perduta, perché, come credeva il suo autore, egli comparirà di nuovo in una edizione più elegante, riveduta e corretta dall'autore».

## Massoneria
Fu anche massone di spicco: nel 1734 fu Gran maestro provinciale della Pennsylvania e curò la pubblicazione delle Constitutions of the Free-Masons di James Anderson. Dal 1735 al 1738 fu segretario della St. John's Lodge di Filadelfia, la Gran Loggia della Pennsylvania. Franklin rimase massone per il resto della sua vita.
Nel gennaio 1738, "Franklin comparve come testimone" in un processo per omicidio colposo contro due uomini che avevano ucciso "un apprendista" di nome Daniel Rees durante una finta iniziazione massonica finita male. Franklin era a conoscenza di ciò di cui era vittima Rees primaché diventasse fatale e non fece nulla per fermarlo. Fu criticato per la sua inazione nel The American Weekly Mercury dal suo rivale Andrew Bradford. Alla fine, "Franklin rispose in sua difesa sulla "Gazette", chiudendo la vicenda.
Nel 1778 entrò con Voltaire nella Loggia delle Nove Sorelle, loggia parigina del Grande Oriente di Francia

## Vita privata

### Relazioni e famiglia
Franklin aveva fama d'essere un incallito donnaiolo. Visse avventure sentimentali e intrecciò relazioni con diverse donne, sia nei bordelli sia negli ambienti dell'alta società. Durante un'esperienza extraconiugale nacque il suo primo figlio, William.
Egli fu sposato con Deborah Franklin dal 1730 al 1774, data della morte di lei. Franklin ebbe tre figli: William Franklin (anch'egli politico e aperto contestatore del pensiero paterno), Francis Folger Franklin e Sarah Franklin Bache.
Scrisse anche un curioso libro, intitolato "Consigli per scegliere un'amante", nel quale suggerisce agli uomini di prendere come amanti donne di età più matura della propria, trovandovi il vantaggio di maggiore esperienza e anche riconoscenza per essere state scelte da un uomo più giovane.

### Religione
Nato in una famiglia puritana, nonostante non si considerasse membro di nessuna denominazione del cristianesimo, egli comunque fu molto influenzato dall'idea di un Dio provvidente e benevolo, fondamentale per la nascita degli Stati Uniti. Egli aveva letto più volte l'intera Bibbia.
Spesso si fa riferimento al suo credo come etichettabile alla sfera deista, nonostante le tante sfaccettature del suo pensiero.
Egli fu anche massone.
(Benjamin Franklin)

### L'amicizia con Jean Sylvain Bailly

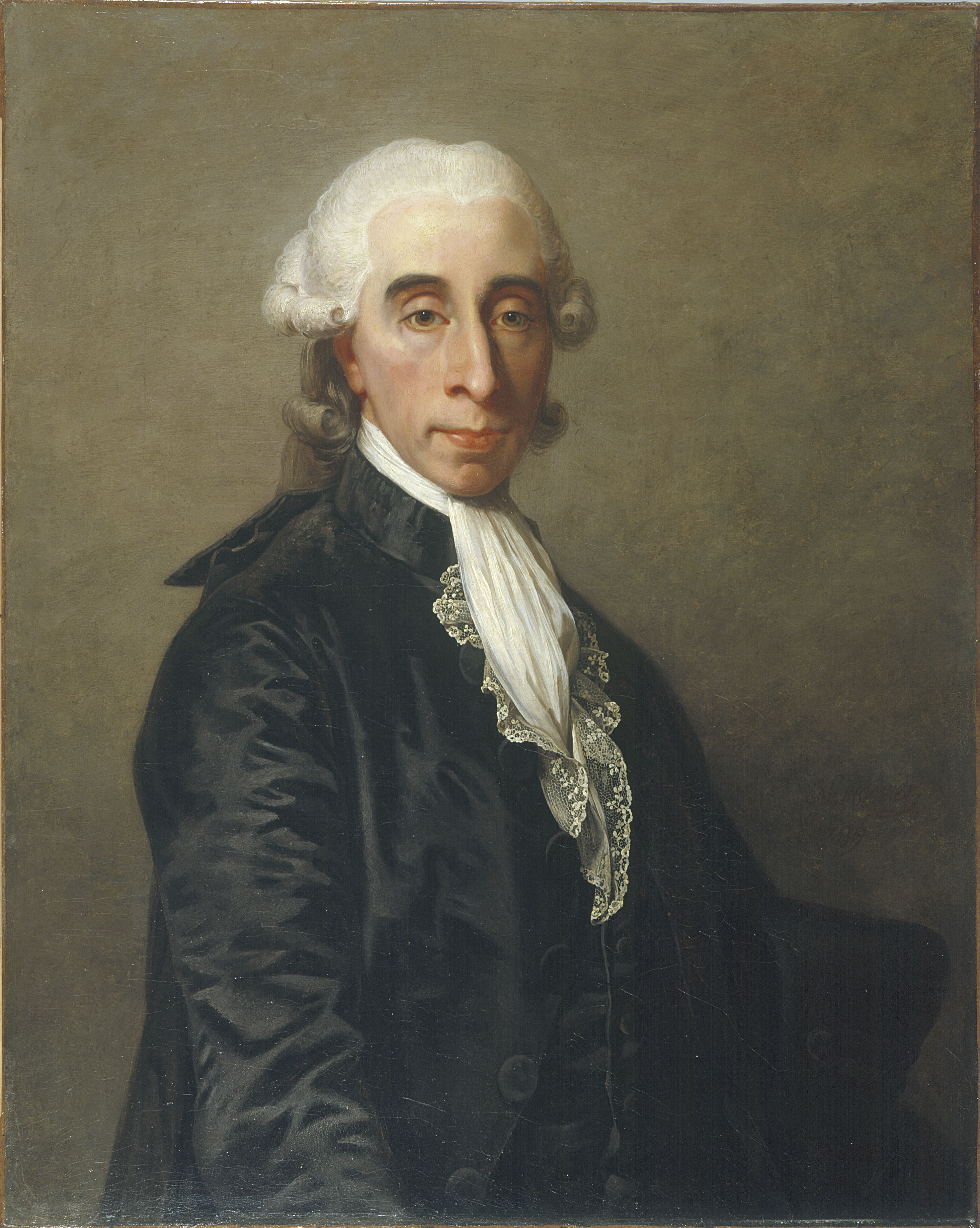
Jean Sylvain Bailly ritratto da Jean-Laurent Mosnier (1789)

L'astronomo francese Jean Sylvain Bailly diventò amico intimo di Franklin al termine del 1777.
Il primo incontro tra i due fu abbastanza strano, almeno secondo i commentatori dell'epoca. Franklin giunse in Francia nell'autunno del 1777 come ambasciatore statunitense: molto probabilmente arrivò con alcuni pregiudizi stereotipati sui francesi (sul loro essere loquaci, pettegoli e chiacchieroni). Franklin alloggiava proprio a Passy, precisamente in rue Singer 1, nelle vicinanze di Chaillot, dove abitava Bailly. Poiché ormai era diventato praticamente un vicino di casa, Bailly sentì il dovere di visitare un uomo tanto importante. Bailly si presentò e fu annunciato a Franklin che, conoscendo la sua reputazione, gli diede cordialmente il benvenuto. Dopo essersi scambiati alcune parole occasionali, Bailly si sedette vicino a lui e, con discrezione, iniziò ad aspettare che gli venisse posta una qualche domanda; era passata circa mezz'ora, ma Franklin non aveva ancora aperto bocca. Bailly allora prese la sua tabacchiera e la porse al vicino senza una parola; Franklin, con un cenno della mano, fece segno di non voler fumare. L'incontro silenzioso continuò un'altra mezz'ora, dopodiché Bailly finalmente si alzò. E mentre l'astronomo francese era sul punto di salutare, Franklin, deliziato di aver finalmente trovato un francese che potesse rimanere in silenzio così a lungo, gli diede la mano e gliela strinse con molto affetto esclamando: «Molto bene, signor Bailly, molto bene!»
Saint-Albin Berville, nella Notice sur la vie de Bailly, scrisse: «Bailly amava raccontare questo aneddoto e spesso diceva che "Molto bene" erano state le uniche parole che aveva mai ottenuto da Franklin quando fu da solo con lui».
L'amicizia comunque perdurò a lungo per tutta la permanenza di Franklin in Francia, fino al 1785. I due continuarono a scriversi lettere, a incontrarsi, disquisendo di questioni scientifiche, e collaborarono in seguito insieme all'indagine sul mesmerismo, entrando entrambi a far parte della Commissione nominata dal re per indagare sulle presunte scoperte mediche fatte da Franz Anton Mesmer. Inoltre Franklin fu, molto probabilmente, l'artefice dell'entrata di Bailly nella loggia Les Neuf Sœurs, fondata dall'astronomo Jérôme Lalande, e della quale Franklin era maestro venerabile.

### Vegetarianismo
Benjamin Franklin divenne vegetariano in seguito alla lettura di Thomas Tryon. Franklin definì il mangiar carne come «un delitto senza giustificazione» perpetrato contro gli animali. Scrisse nella propria autobiografia che, grazie a un'alimentazione vegetariana, «apprendeva più in fretta e aveva maggior acume intellettuale».

## Inventore

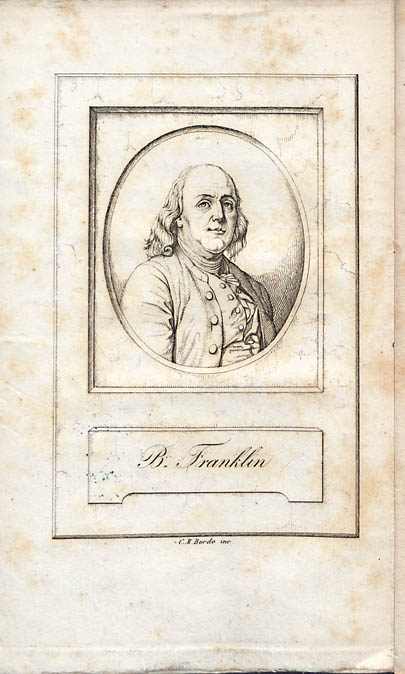
La scuola della economia e della morale, 1825

In campo scientifico, Franklin è conosciuto soprattutto per i suoi esperimenti con l'elettricità.
Molte furono le sue invenzioni; tra queste, il parafulmine (anche se l'attribuzione è dibattuta), le pinne (già teorizzate e disegnate da Leonardo da Vinci), il contachilometri, le lenti bifocali (non vedeva né da vicino, né da lontano, così trovò la soluzione per non cambiare continuamente paio d'occhiali); gli sono state attribuite anche la sedia a dondolo (anche se appare già nei quadri fiamminghi del Seicento) e l'armonica a bicchieri.
L'ora legale fu un'idea che gli è stata spesso attribuita erroneamente, in ragione di un articolo satirico pubblicato sul quotidiano francese Journal de Paris; la moderna ora legale, infatti, sarebbe stata proposta per la prima volta solo nel 1895 da George Vernon Hudson. Franklin introdusse inoltre alcune migliorie tecnico-scientifiche per la pavimentazione e l'illuminazione stradale.
Fra le sue altre invenzioni è celebre la cosiddetta «stufa Franklin», che consentiva un notevole risparmio di combustibile. Nel 1747 compì i primi esperimenti elettrici: formulò una valida teoria della bottiglia di Leida, scoprì la natura elettrica del fulmine e inventò il parafulmine.
Ulteriori scoperte scientifiche sono state l'introduzione del catetere in America; Franklin fu inoltre la prima persona a studiare gli effetti dei tornado, inseguendone uno a cavallo, e fu il primo uomo a introdurre nei giornali le previsioni del tempo. Studiò inoltre la natura dei gas sprigionati dai caminetti, capendo che il fumo è più pesante dell'aria; fu questo che permise la realizzazione della sua stufa, insieme con Benjamin Thompson.
Come riconoscimento per le scoperte scientifiche, ricevette lauree ad honorem da varie università ed entrò a far parte della Royal Society. Nel 1749 scrisse la Proposals Relating to the Education of Youth in Pennsylvania (Proposta per l'educazione dei giovani in Pennsylvania), la cui pubblicazione portò alla fondazione dell'Università della Pennsylvania. I suoi studi negli anni successivi furono molto poliedrici: studiò la corrente del Golfo e continuò il suo lavoro sui caminetti.

## Lo sport

### Nuoto
Franklin iniziò a nuotare fin da bambino, perfezionando poi la sua tecnica leggendo il libro di Melchisédech Thévenot L'Arte di nuotare, uno dei primi libri sul nuoto. Franklin nella sua autobiografia racconta:
(Benjamin Franklin, Autobiografia)
(Benjamin Franklin, Autobiografia)
Nel 1968 è stato inserito nella International Swimming Hall of Fame, la Hall of Fame internazionale del nuoto, per il contributo al nuoto come praticante e istruttore. Fu un sostenitore, già nel XVIII secolo, della necessità di insegnare nuoto a tutti, inserendolo nei programmi scolastici.

## Gli scacchi
Franklin è stato un appassionato giocatore di scacchi. Giocava a scacchi già intorno al 1733, risultando così il primo giocatore di scacchi conosciuto nelle colonie americane. Il suo saggio Morals of Chess, del dicembre 1786, è il secondo testo sugli scacchi pubblicato in America. Il saggio, che è un elogio agli scacchi e che descrive un codice di comportamento da utilizzare durante le partite, è stato ampiamente ristampato e tradotto. Un particolare episodio, riportato nella sua autobiografia, è ricollegato agli scacchi:
(Benjamin Franklin, Autobiografia)
Franklin è stato introdotto nella U.S. Chess Hall of Fame nel 1999.

## La musica
Franklin era un grande appassionato di musica.
Egli suonava il violino, l'arpa e la chitarra. Compose anche della musica, particolarmente quartetti per archi in stile classico. Inventò inoltre una versione notevolmente migliorata dell'armonica a bicchieri, nella quale i bicchieri ruotavano su un manico, con le dita del suonatore ben ferme, invece di muoversi attorno allo strumento.

## La profezia di Benjamin Franklin
Negli anni trenta emerse una falsa teoria, diffusasi rapidamente, secondo la quale Benjamin Franklin avrebbe indirizzato un'esortazione alla convenzione del Congresso continentale del 1787, che sarebbe stata trascritta dal politico e diplomatico Charles Cotesworth Pinckney. Questa esortazione avrebbe avuto un carattere decisamente antisemitico, poiché lo scienziato avrebbe messo in guardia i membri del Congresso contro i pericoli che sarebbero derivati dall'accettazione degli ebrei immigrati come cittadini statunitensi, che egli avrebbe preconizzato per sommi capi, esortando il Congresso a rifiutare l'immigrazione ebraica nel nuovo Stato. In realtà si trattava di un falso orchestrato da un certo William Dudley Pelley, fondatore della Legione d'argento d'America, un'organizzazione filo-nazista, sul cui organo, il settimanale Liberation, il Pelley scrisse, nel 1934, l'esortazione in questione, sostenendo di essere venuto in possesso di una copia del manoscritto di Charles Cotesworth Pinckney, che l'avrebbe registrata. Pelley però non produsse mai tale documento e tutte le ricerche effettuate nella documentazione riguardante Benjamin Franklin non condussero ad alcun ritrovamento. Nonostante la falsità storica di tale esortazione, questa viene ogni tanto riproposta da ambienti antisemiti.

## Opere

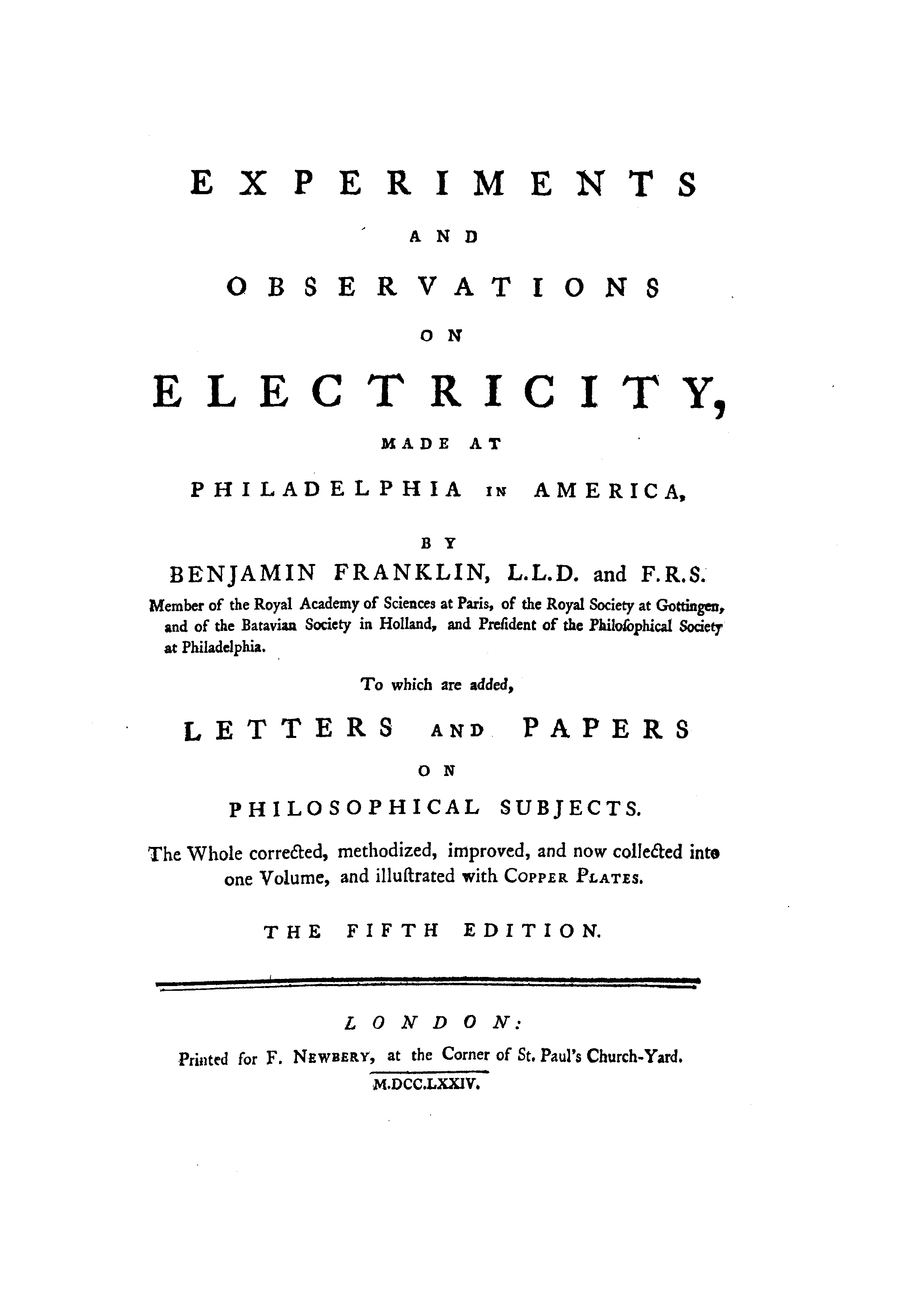
Experiments and Observations on Electricity, 1774

- (EN) Experiments and Observations on Electricity, Londra, Francis Newbery, 1774.
- Opere, Pavia, Valerio Fusi & C., 1825.
- Saggi di morale e d'economia privata, vol. 1, Pisa, Tipografia Nistri, 1830.
- Saggi di morale e d'economia privata, vol. 2, Pisa, Tipografia Nistri, 1830.
- Autobiografia, Milano, Savelli Editori, 1982.
- Consigli per scegliere un'amante, Genova, Il melangolo, 2011, ISBN 978-88-7018-832-5.